# Almunia de San Juan
Almunia de San Juan (L'Almunia de San Chuan em aragonês) é um município da Espanha na província de Huesca, comunidade autónoma de Aragão, de área 35,67 km² com população de 658 habitantes (2007) e densidade populacional de 18,45 hab./km².

## Demografia
| Variação demográfica do município entre 1991 e 2004 | Variação demográfica do município entre 1991 e 2004 | Variação demográfica do município entre 1991 e 2004 | Variação demográfica do município entre 1991 e 2004 |
| --------------------------------------------------- | --------------------------------------------------- | --------------------------------------------------- | --------------------------------------------------- |
| 1991                                                | 1996                                                | 2001                                                | 2004                                                |
| 778                                                 | 704                                                 | 678                                                 | 660                                                 |